# Казабјанка (Сијена)
Казабјанка (итал. Casabianca) је насеље у Италији у округу Сијена, региону Тоскана.
Према процени из 2011. у насељу је живело 4 становника. Насеље се налази на надморској висини од 459 м.